# 川田テクノシステム
川田テクノシステム株式会社（かわだテクノシステム）は、東京都千代田区に本社を置く日本の企業。

## 概要
「情報サービスコンサルタント」企業である。

## 沿革
- 1970年（昭和45年）1月 - 東京都千代田区神田神保町に株式会社システムエンジニアリングを設立。
- 1977年（昭和52年）7月 - 本社を東京都北区に移転。
- 1979年（昭和54年）11月 - TSSオンラインサービスを開始。
- 1983年（昭和58年）4月 - 土木・建築システム「SUCCES」の販売を開始。
- 1986年（昭和61年）10月 - 鉄骨CADシステム「PROSSESS」の販売を開始。
- 1988年（昭和63年）10月 - EWSによる土木設計図化システム「ADVANS」販売開始。
- 1989年（平成元年）8月 - 川田テクノシステム株式会社に社名変更。
- 1994年（平成6年）10月 - 建設コンサルタント向け経営情報システム「CONDUCT R」の販売を開始。
- 1995年（平成7年）10月 - 高機能CAD「V-nas」シリーズの販売を開始。
- 1997年（平成9年）1月 - 中国・黒竜江省に合弁会社「哈爾濱川田計算机開発有限公司」を設立。
- 2000年（平成12年）9月 - 東京設計部、営業部（技術営業担当）がISO9001認証取得
- 2003年（平成15年）7月 - 合弁会社の商号を「哈爾濱川田工程技術諮詢有限公司」に変更。
- 2005年（平成17年）12月 - 情報共有ASP「basepage」サービス開始。
- 2006年（平成18年）10月 - 本社（総務部、営業統括部、東京営業部、ICTソリューション部）、技術分室（開発部）がISMS認証を取得。
- 2007年（平成19年）12月 - 本社を移転。
- 2011年（平成23年）2月 - 3次元CAD「V-nasClair」販売開始。
- 2014年（平成26年）
  - 4月 - 東京営業部・東京設計部を日本橋オフィス（東京都中央区日本橋）に移転。
  - 5月 - 札幌市に子会社「シグマインキュベーション株式会社」を設立。
- 2015年（平成27年）9月 - 大阪支社を移転。
- 2017年（平成29年）5月 - Enterprise Solution Centerを設立。東京営業部門を東京オフィス（港区芝公園）に、東京設計部門を本社にそれぞれ移転。
- 2018年（平成30年）
  - 7月 -「basepage」の防災コンテンツ「支援丸」が「建設機械管理システム」として特許を取得。
  - 9月 - 建設コンサルタント向け新・経営情報システム「Direct R」販売開始。
  - 10月 - 東京都北区に子会社「オペレーションパートナーズ株式会社」を設立。
  - 12月 - 東京都台東区東上野に上野オフィスを新設。
- 2020年（令和2年）
  - 3月 -「RIVER_Kit」が「堤防設計装置、および堤防設計プログラム」について特許を取得。
  - 10月 - V-nasClairがNETISのVE評価を取得。
- 2021年（令和3年）
  - 3月 -「WALL_Kit」が「擁壁の安定照査装置、および擁壁の安定照査プログラム」、並びに「擁壁の自動配置装置、および擁壁の自動配置プログラム」について特許を取得。
  - 9月 - 本社を現在地に移転。

## Solution&Service
- basepage
- V-nas Clair
- V-nas
- SUCCES
- CONDUCT-R
- 電納ヘルパー
- Direct R
- 橋梁設計

## 子会社
- オペレーションパートナーズ株式会社
- シグマインキュベーション株式会社

## 関連会社
- 川田テクノロジーズ
- 川田工業
- 川田建設
- 橋梁メンテナンス
- 東邦航空
- 富士前鋼業
- 新中央航空
- カワダロボティックス
- カワダファブリック
- 哈爾浜川田工程技術咨詢有限公司
- 上海上船川田鋼結構有限公司